# Seznam klubů KHL
Seznam klubů KHL obsahuje kluby ledního hokeje, které se účastnily aspoň jedné sezóny KHL. U každého klubu jsou uvedeny sezóny, ve kterých KHL hrál a konečné umístění v dané sezóně.

## Účastníci KHL podle sezón a divizí
- Před sezónou byly týmy rozlosovány [zdroj?] do čtyř divizí pojmenovaných podle legend ruského hokeje.
- 2008/2009 Umístění v jednotlivých divizích je zde
- 2009/2010 Umístění v jednotlivých divizích je zde
- 2010/2011 Umístění v jednotlivých divizích je zde
- 2011/2012 Umístění v jednotlivých divizích je zde
- 2012/2013 Umístění v jednotlivých divizích je zde
- 2013/2014 Umístění v jednotlivých konferencích je zde
- 2014/2015 Umístění v jednotlivých konferencích je zde
- 2015/2016 Umístění v jednotlivých konferencích je zde
- 2016/2017 Umístění v jednotlivých konferencích je zde
- 2017/2018 Umístění v jednotlivých konferencích je zde
- 2018/2019 Umístění v jednotlivých konferencích je zde
- 2019/2020 Umístění v jednotlivých konferencích je zde

## Vítězi základní části kontinentální hokejové ligy
| Klub                | Počet titulů | Roky                                                             |
| ------------------- | ------------ | ---------------------------------------------------------------- |
| CSKA Moskva         | 6            | 2014/2015, 2015/2016, 2016/2017, 2018/2019, 2019/2020, 2020/2021 |
| SKA Petrohrad       | 3            | 2012/2013, 2017/2018, 2022/2023                                  |
| Salavat Julajev Ufa | 2            | 2008/2009, 2009/2010                                             |
| HK Dynamo Moskva    | 1            | 2013/2014, 2023/2024                                             |
| Avangard Omsk       | 1            | 2010/2011                                                        |
| Traktor Čeljabinsk  | 1            | 2011/2012                                                        |
| Lokomotiv Jaroslavl | 1            | 2024/2025                                                        |

## Počet zisků Gagarinova poháru
- 2019/2020 - zrušeno kvůli pandemii covidu-19

| Klub                   | Počet titulů | Roky                            |
| ---------------------- | ------------ | ------------------------------- |
| Ak Bars Kazaň          | 3            | 2008/2009, 2009/2010, 2017/2018 |
| Metallurg Magnitogorsk | 3            | 2013/2014, 2015/2016, 2023/2024 |
| CSKA Moskva            | 3            | 2018/2019, 2021/2022, 2022/2023 |
| HK Dynamo Moskva       | 2            | 2011/2012, 2012/2013            |
| SKA Petrohrad          | 2            | 2014/2015, 2016/2017            |
| Salavat Julajev Ufa    | 1            | 2010/2011                       |
| Avangard Omsk          | 1            | 2020/2021                       |
| Lokomotiv Jaroslavl    | 1            | 2024/2025                       |

## Bývalé kluby KHL
| země       | klub - poslední sezona                                                  |
| ---------- | ----------------------------------------------------------------------- |
| Rusko      | Chimik Voskresensk (2008/09)                                            |
| Rusko      | HK MVD Balašicha (2009/10)                                              |
| Slovensko  | HC Lev Poprad (2011/12)                                                 |
| Ukrajina   | HK Donbass (2013/14)                                                    |
| Česko      | HC Lev Praha (2013/14)                                                  |
| Rusko      | Atlant Mytišči (2014/15)                                                |
| Rusko      | HK Lada Toljatti (2017/18)                                              |
| Rusko      | Metallurg Novokuzněck (2016/17)                                         |
| Rusko      | HK Jugra Chanty-Mansijsk (2017/18)                                      |
| Chorvatsko | KHL Medveščak (2016/17)                                                 |
| Slovensko  | HC Slovan Bratislava (2018/19)                                          |
| Lotyšsko   | Dinamo Riga (2021/22) po ZĆ odstoupil z důvodu ruské agrese na Ukrajině |
| Finsko     | Jokerit (2021/22) po ZĆ odstoupil z důvodu ruské agrese na Ukrajině     |